# Écriture Oduduwa
L'écriture Oduduwa est un système d'écriture créée en 2016 ou 2017 par un chef yoruba béninois nommé Tolúlàṣẹ Ògúntósìn pour la langue yoruba du Nigéria et du Bénin. Ògúntósìn prétend que l'écriture lui a été révélé par l'ancêtre mythique yoruba Oduduwa dans une série de rêves de 2011 à 2016.
Il a reçu le soutien d'autres chefs du Yorubaland dans les deux pays en tant que complément ou remplacement possible de l'écriture latine,.
Le yoruba possède deux alphabets latins yorubas, l'un utilisé au Nigéria et l'autre au Bénin. L'écriture Oduduwa est également alphabétique et s'inspire de l'orthographe latine. Par exemple /k͜p/ s'écrit comme une seule lettre, mais /ɡ͜b/ comme un digramme des lettres pour /ɡ/ et /b/, parallèlement à l'alphabet yoruba nigérian ; de même, les lettres pour ‹ ẹ, ọ, ṣ › sont dérivées de celles pour ‹ e, o, s ›, et les voyelles nasales sont écrites avec la lettre pour ‹ n ›, toujours comme dans l'alphabet yoruba nigérian. L'oduduwa diffère du latin en ce qu'il s'écrit de droite à gauche.
L'écriture Oduduwa est enseignée aux enfants dans les écoles de Porto-Novo, au Bénin et d'Ifẹ, au Nigéria.

## Ligatures

iwe dans l'écriture Oduduwa. i (droite) et w (centre) fusionnent en raison de leurs traits verticaux parallèles ; w et e (gauche) lien où les extrémités de leurs traits horizontaux se touchent.

Les lettres adjacentes forment des ligatures : lorsqu'une lettre se termine par un long trait vertical (c'est-à-dire ‹  › d, ‹  › e, ‹  › h, ‹  › je, ‹  › m, ‹  › n, ‹  › o) et le suivant commence par un tel trait (c'est-à-dire ‹  › b, ‹  › ẹ, ‹  › l, ‹  › ọ, ‹  › r, ‹  › u, ‹  › w), les deux lignes sont fusionnées en un seul trait, joignant les lettres. Cela se produit par exemple dans la séquence du dans le nom Oduduwa. Là où une ligne horizontale rencontre une autre (comme dans ‹  › w et ‹  › a), ou avec un angle aigu (comme dans ‹  › n et ‹  › i), ils peuvent également se joindre ; ainsi iwe forme une double ligature (voir ci-contre). Là où les lettres ne se touchent pas, comme dans ‹  › t et ‹  › i, ils peuvent se regrouper de sorte qu'une partie de l'un se glisse sous l'autre. La virgule se connecte également à des lettres telles que n et i qui ont un trait vertical terminal,.

## Chiffres

0
1
2
3
4
5
6
7
8
9

Il existe une série de dix chiffres pour écrire les nombres décimaux, qui dérivent des chiffres indo-arabes (et qui s'écrivent également de droite à gauche), et une ponctuation de base (. , : ; - ? apostrophe et guillemets). Le ton n'est pas marqué.

## Galerie des signes

### Lettres

a
e
b
j
o
gb
d
f
t
ẹ
ọ
l
w
u
m
n
i
h
r
s
ṣ
k
g
y
p

### Chiffres
- 0
- 1
- 2
- 3
- 4
- 5
- 6
- 7
- 8
- 9

### Ponctuation

Trait d'union
Point d'interrogation